# Glabraster antarctica
Glabraster antarctica is een zeester uit de familie Poraniidae.
De wetenschappelijke naam van de soort werd in 1876 gepubliceerd door Edgar Albert Smith.